# Cremnops
Cremnops is een geslacht van insecten uit de orde van de vliesvleugeligen (Hymenoptera) en de familie van de schildwespen (Braconidae).

## Soorten
- C. apicalipennis Berta, 1998
- C. ashmeadi (Morrison, 1917)
- C. atricornis (Smith, 1874)
- C. atripennis Szepligeti, 1914
- C. bicolor Szepligeti, 1900
- C. bispinosus Szepligeti, 1905
- C. boliviensis Berta, 1988
- C. borealis (Szepligeti, 1914)
- C. borneanus Cameron, 1906
- C. californicus (Morrison, 1917)
- C. cameronii (Dalla Torre, 1898)
- C. caribensis Berta, 1998
- C. collaris Ashmead, 1904
- C. commutator Turner, 1918
- C. comstocki (Morrison, 1917)
- C. crassifemur (Muesebeck, 1927)
- C. cubensis (Cresson, 1865)
- C. desertor (Linnaeus, 1758)
- C. dissimilis Turner, 1918
- C. elegantissimus Szepligeti, 1908
- C. ferrugineus (Cameron, 1887)
- C. flavistigmus Chen & Yang, 2006
- C. florissanticola (Cockerell, 1919)
- C. fulgidipennis (Cameron, 1911)
- C. fuscipennis (Brulle, 1846)
- C. guanicanus (Wolcott, 1924)
- C. haematodes (Brulle, 1846)
- C. hedini Fahringer, 1935
- C. hongpingensis Chen & Yang, 2006
- C. indicus Bhat, 1979
- C. insulcatus (Enderlein, 1920)
- C. kapilli Bhat, 1979
- C. kelloggii (Morrison, 1917)
- C. malayensis Bhat, 1979
- C. marginipennis Turner, 1918
- C. marshi Berta, 1998
- C. mekongensis Turner, 1919
- C. melamopterus (Cameron, 1903)
- C. melanoptera Ashmead, 1894
- C. misionensis Berta, 1988
- C. monochroa Szepligeti, 1913
- C. montrealensis (Morrison, 1917)
- C. nigrosternum (Morrison, 1917)
- C. obsolescens Brues, 1924
- C. papuanus (Cameron, 1907)
- C. pectoralis (Ashmead, 1894)
- C. philippinensis Bhat, 1979
- C. plesiopectoralis Berta, 1998
- C. posticeniger Enderlein, 1920
- C. pulchripennis Szepligeti, 1905
- C. punctatus Berta, 1998
- C. richteri Hedwig, 1957
- C. rubrigaster Masi, 1944
- C. ruficeps (Enderlein, 1920)
- C. rufitarsis Szepligeti, 1913
- C. salomonis (Brues, 1918)
- C. sculpturalis Bhat, 1979
- C. schubotzi Szepligeti, 1915
- C. sharkei Berta, 1998
- C. shenefelti Marsh, 1961
- C. similis Szepligeti, 1902
- C. slossonae (Morrison, 1917)
- C. testaceus Perez, 1907
- C. tibiomaculatus Berta, 1998
- C. tobiasi Chen & Yang, 2006
- C. turrialbae Berta, 1998
- C. variceps (Cameron, 1907)
- C. varipilosella (Cameron, 1911)
- C. violaceipennis (Cameron, 1887)
- C. virginiensis (Morrison, 1917)
- C. vulgaris (Cresson, 1865)
- C. washingtonensis (Shenefelt, 1937)
- C. willinki Berta, 1998
- C. wui Chen & Yang, 2006
- C. xanthostigma Szepligeti, 1900
- C. yucatanus Berta, 1998
- C. zululandensis Brues, 1924